# Крекінг-установка в Маоміні
Крекінг-установка в Маоміні — складова виробничого майданчика Maoming Petrochemical (дочірня компанія Sinopec), розташованого на півдні Китаю у провінції Гуандун.
У 1996 році в Маоміні ввели в експлуатацію установку парового крекінгу потужністю по етилену 300 тисяч тонн. За кілька років цей показник довели до 380 тисяч тонн, а в 2006-му на майданчику почала роботу друга установка, здатна продукувати 640 тисяч тонн зазначеного олефіну. Установки піддають піролізу газовий бензин, тому продукують, окрім етилену, велику кількість інших ненасичених вуглеводнів — бутадієну (150 тисяч тонн) та пропілену.
Отриманий етилен споживається рядом похідних виробництв, здатних випускати поліетилен низької щільності (400 тисяч тонн), поліетилен низької щільності (350 тисяч тонн), лінійний поліетилен низької щільності (220 тисяч тонн), моноетиленгліколь та оксид етилену (100 тисяч тонн), мономер стирену (100 тисяч тонн). Пропілен споживають лінії полімеризації потужністю 470 тисяч тонн. Що стосується фракції С4, то, окрім бутадієну, з неї виділяють 15 тисяч тонн 1-бутену (використовується як кополімер), а ізобутилен спрямовують на виробництво 40 тисяч тонн метилтретинного бутилового етеру (МТВЕ, високооктанова присадка для пального).